# Periyapillai
Periyapillai (tàmil பெரியபிள்ளை) (mort vers 1581) fou un rei de la dinastia Aryacakravarti que va governar el regne de Jaffna a la mort de Kasi Nayinar Pararacacekaran en el convuls període que va seguir la mort de Cankili I (1565).
Algunes fonts reclamen que va deposar Puviraja Pandaram, el fill de Cankili I, el mateix 1565. Altres però esmenten un governant intermedi anomenar Kasi Nayinar Pararacacekaran. Una vegada va pujar al tron (vers 1570?) amb l'ajuda del nayak de Tanjore va muntar un atac al fort portuguès de Mannar, a l'illa d'aquest nom, per recuperar el territori perdut durant el govern de Cankiki I, però fou derrotat. A causa d'una revolta va perdre poder enfront de Puviraja Pandaram que fou restablert al tron (vers 1581).
És considerat el possible pare (o avi) del darrer rei del regne, Cankili II i de Migapulle Arachchi.